# Joegoslavische Communistenbond - Beweging voor Joegoslavië
De Joegoslavische Communistenbond - Beweging voor Joegoslavië (Servisch: Савез комунита - Покрет за Југославију, SK-PJ) was een communistische partij in de Federale Republiek Joegoslavië en zowel actief waren binnen de deelrepublieken Servië en Montenegro. De partij bestond van 1990 tot 1994 en werd geleid door generaal Stevan Mirković. 
De SK-PJ was gedeeltelijk een continuatie van de Organisatie van de Communistenbond binnen het Joegoslavische Volksleger.

## Geschiedenis
Aanzet tot het oprichten van de SK-PJ kwam van Stevan Mirković (1927-2015), een gepensioneerd generaal van het Joegoslavisch Volksleger. De partij zag zich als opvolger van de Joegoslavische Communistenbond, van 1945 tot 1989 de enige toegestane partij in Joegoslavië. Een belangrijk lid van de nieuwe partij was Mirjana Marković, de echtgenote van de Servische president Slobodan Milosević. De partij rekruteerde haar aanvang voornamelijk onder hoge legerofficieren, bureaucraten en intellectuelen.
Bij de Joegoslavische parlementsverkiezingen van 1992 verkreeg SK-PJ 0,35% van de stemmen, goed voor twee zetels. De SK-PJ gaf parlementaire steun aan de Joegoslavische regering die bestond uit de Socialistische Partij van Servië en de Democratische Partij van Socialisten van Montenegro.
In 1994 fuseerden de SK-PJ en tweeëntwintig andere partijen tot de politieke partij Joegoslavisch Verenigd Links (JUL) die onder leiding kwam te staan van Mira Marković. Generaal b.d. Stevan Mirković, de voorzitter van de SK-PJ, ging echter niet mee met de fusie en richtte de Joegoslavische Communistenbond in Servië op. Hij ontwikkelde zich in de jaren daarna tot een groot tegenstander van Milosević en diens regime.

## Prominente leden
- Veljko Kadijević
- Branko Mamula
- Nikola Ljubičić
- Lazar Mojsov
- Stevan Mirković
- Petar Gračanin